# 億萬男孩俱樂部
是一部2018年美國傳記犯罪片。由詹姆士·考克斯執導，並由他和Captain Mauzner共同編劇。主演包括安索·艾格特、泰隆·艾格頓、凱文·史貝西、艾瑪·羅勃茲、傑瑞米·爾文、托馬斯·康奎爾、羅珊娜·艾奎特、卡利·艾域士、賈德·尼爾森。這部電影是基於1980年代在南加州真實發生的詐騙案億萬男孩俱樂部詐騙案（一個富家子弟參與的龐氏騙局及殺人案）製作。1987年，該詐騙案也製作過同名電視電影，賈德·尼爾森在這部作品中飾演喬·亨特（Joe Hunt）角色（他在2018年版中飾演亨特的父親）。
億萬男孩俱樂部在2010年宣布拍攝，並在2015年實際製作，是凱文·史貝西在2017年一連串性侵指控之前拍攝的最後一部作品之一。這些指控直接影響了電影的公映日程和營銷。截止2021年，這是史貝西的最後一部電影。這部電影於2018年7月17日通過隨選視訊方式在美國公映，並於同年8月17日由垂直娛樂進行有限上映。這部電影是一個票房炸彈，在美國國內第一個週末票房收入僅有618美元，創出史貝西的生涯最低記錄。雖然史貝西在該片的演出表現受影評界稱讚，但是該片仍在影評界獲得壓倒性的負面評價。

## 劇情
1980年代，一群洛杉磯的富家子弟在他們的預科生朋友喬·亨特的帶領下提出了一項龐氏騙局暴富欺詐計劃。當亨特和他的朋友蒂姆·皮特曼（Tim Pittman）殺害投資者及騙子榮·列文（Ron Levin）時，計劃對所有參與者都成了悲劇。

## 製作
2010年5月，《荷里活報道》確認詹姆士·考克斯將執導犯罪驚悚片《億萬男孩俱樂部》：一起發生在1980年代初期的洛杉磯，由富家子弟發起的億萬男孩俱樂部龐氏騙局。在和他的兄弟斯蒂芬對事件進行了為期四個月的獨家研究後，考克斯又耗時四個月寫出了劇本。考克斯從法庭文件、口述記錄和公開文章蒐集劇本材料。他表示「在我們寫劇本的時候，我在想如果《華爾街》中途變成《阿爾法狗》會怎麼樣」。
2015年10月29日，安索·艾格特和泰隆·艾格頓加入電影。艾格特飾演集團領導兼金融專家喬·亨特（Joe Hunt）；艾格頓飾演職業網球選手迪恩·卡尼（Dean Karny）。
Captain Mauzner也和考克斯共同撰寫了劇本。電影的製作人則是荷莉·魏斯瑪（Holly Wiersma）和卡西恩·埃維斯。電影的製作費由Armory營業提供，Good Universe公司負責國際銷售。2015年11月，凱文·史貝西簽約飾演榮·列文（Ron Levin），一位比佛利山賭徒；艾瑪·羅勃茲則將飾演亨特的女友Sydney；蘇琪·沃特豪斯飾演卡尼的女友Quintana。
2015年12月，《綜藝》報道1987年迷你系列《億萬男孩俱樂部》中喬·亨特的飾演者賈德·尼爾森將在這部電影中飾演喬的父親瑞恩·亨特（Ryan Hunt）。同月，瑞恩·羅特曼簽約飾演史考特·比爾特摩（Scott Biltmore，媚比琳創始人收養的兩個英俊雙胞胎之一，也是俱樂部最初的投資人之一）；托馬斯·康奎爾亦加入電影。博金·伍德賓、比莉·洛爾德、杰瑞米·欧文亦加入了這部電影。
電影的主體拍攝於2015年12月7日在紐奧良開始。電影在2016年1月25日殺青，並在同年11月進行補拍。

## 發行
這部電影最初於2018年7月17日通過隨選視訊首映，並於同年8月17日由垂直娛樂在電影院進行有限上映。
雖然凱文·史貝西在2017年10月被指控性侵，垂直娛樂表示將繼續公映這部電影：
我們不容忍任何性侵，並且完全支持性侵受害者。同時，決定在電影院上映這部作品並非簡單決定，亦並非不敏感的決定。但我們相信演員和數百位工作人員應有機會讓觀眾看到他們的作品。

## 評價

### 票房
億萬男孩俱樂部的全球總收入是270萬美元，其中在北美的收入是1,349美元。電影的製作費用則是1,500萬美元。在其於美國首映當天，電影在10個電影院獲得126美元的票房，創出凱文·史貝西出演電影的最低記錄。TheWrap指出上映這部電影的十個影院大多位於非主要市場地區，且部分影院將這部電影排片至非高峰時間，如早晨或深夜。電影的週末總票房是618美元，共有11家影院上映。 

### 評論
在影評網站爛番茄上，億萬男孩俱樂部在15條評論中獲得的正面評論有7%，平均分數是3.46/10。在Metacritic上，這部電影的加權平均分是30分（滿分100分），顯示「總體評價欠佳」。
《舊金山紀事報》的米克·拉薩爾稱，他毫不懷疑「史貝西」非常適合扮演反派。雖然僅僅是配角，但「他在自己出場的所有場面的所有瞬間佔據支配地位」。拉薩爾並不認為亨特是「糟糕決定招致更多糟糕決定」，而是「風暴咎由自取」，且「他的生活瓦解了，電影亦如是」。IndieWire的埃瑞克·科恩（Eric Kohn）稱「該片想成為華爾街之狼」，並且「作為B級電影還不錯」，但「從未找到滿意的基調」。《荷里活報道》的約翰·迪福（John DeFore）評論這部電影是「缺乏創意的無聊」，並批評稱「沉浸於時代但缺乏尋找新的批評」「毫無創意」。

### 獲獎和提名
| 年份 | 獎項     | 分類          | 被提名作品     | 結果 | 資料來源 |
| ---- | -------- | ------------- | -------------- | ---- | -------- |
| 2019 | 金酸莓獎 | 巴里·邦斯德獎 | 億萬男孩俱樂部 | 獲獎 | [ 34 ]   |

## 外部連結
- 互联网电影数据库（IMDb）上《億萬男孩俱樂部》的资料（英文）
- 爛番茄上《億萬男孩俱樂部》的資料（英文）